# Keith Carlock
Keith Carlock (nacido el 29 de noviembre de 1971) es un músico estadounidense que ha tocado la batería con Toto, Wayne Krantz, Steely Dan, James Taylor, Donald Fagen, Walter Becker, Tal Wilkenfeld, John Mayer, Sting y Chris Botti. En la encuesta de lectores de Modern Drummer de 2009, fue votado como el mejor baterista de Pop, Fusion y All-Around. Es miembro del Salón de la Fama de los Músicos de Mississippi.
Carlock nació en Clinton, Mississippi, y asistió a la Universidad Estatal del Norte de Texas.
En octubre de 2009, lanzó un DVD instructivo llamado The Big Picture: Phrasing, Improvisation, Style, and Technique.
Carlock conoció y comenzó a tocar con Steely Dan a fines de la década de 1990, protagonizando su álbum Two Against Nature lanzado en 2000 y luego Everything Must Go lanzado en 2003. Carlock ha estado de gira con ellos desde 2003 y continúa haciéndolo a pesar de la muerte de Walter Becker en 2017. En enero de 2014, Carlock se unió a Toto, reemplazando al baterista Simon Phillips. Tocó en todas las pistas del álbum Toto XIV y estuvo de gira con ellos en abril y mayo de 2014.
Carlock usa tambores Gretsch , parches Evans , platillos Zildjian y baquetas Vic Firth .